# بلدة سانت تشارلز (ميشيغان)
سانت تشارلز (بالإنجليزية: St. Charles Township, Michigan)‏ هي بلدة تقع بولاية ميشيغان في الولايات المتحدة. تبلغ مساحتها 96.3 (كم²)، وترتفع عن سطح البحر 180 م، بلغ عدد سكانها 3393 نسمة في عام تعداد الولايات المتحدة 2000 حسب إحصاء مكتب تعداد الولايات المتحدة وتصل الكثافة السكانية فيها 35.4 نسمة/كم2.

## وصلات خارجية
- The US50 - Cities and Towns in Michigan State
- Michigan Cities and Towns, Facts, Map, Flag, Colleges, Government, and More